# Palazzo Cotroceni
Palazzo Cotroceni è sede della Presidenza della Repubblica Rumena. Si trova nella città di Bucarest, presso Genius Boulevard 1. All'interno del complesso si trova anche il Museo nazionale Cotroceni.

## Storia
Nel 1679 Șerban Cantacuzino eresse sulla collina di Cotroceni un monastero. La chiesa e il monastero vennero costruiti con gli annessi in due anni. Il lavoro di Serban Cantacuzino fu continuato da Constantin Brâncoveanu, che spesso si fermò al monastero. Nel 1862 Alexandru Ioan Cuza decise di utilizzare l'edificio del Monastero Cotroceni come residenza reale.
All'inizio del regno del principe Carlo I di Romania ricevette l'antica residenza e decise di costruire nel monastero un palazzo come residenza ufficiale a Bucarest. I piani di costruzione furono eseguiti dall'architetto Paul Gottereau in stile classico veneziano. Nel maggio 1883 il governo aprì un credito di £1,7 milioni per la demolizione di vecchie case e la costruzione del palazzo reale Cotroceni. La costruzione iniziò nel 1888. Più tardi l'architetto rumeno Grigore Cerchez ridisegnò l'ala nord in stile romantico nazionale, aggiunse una grande camera con una terrazza con colonne e due torri, una delle quali era una replica della famosa abbazia Hurez. La principessa Mary e il principe Ferdinando si trasferirono a Cotroceni nel marzo 1896.

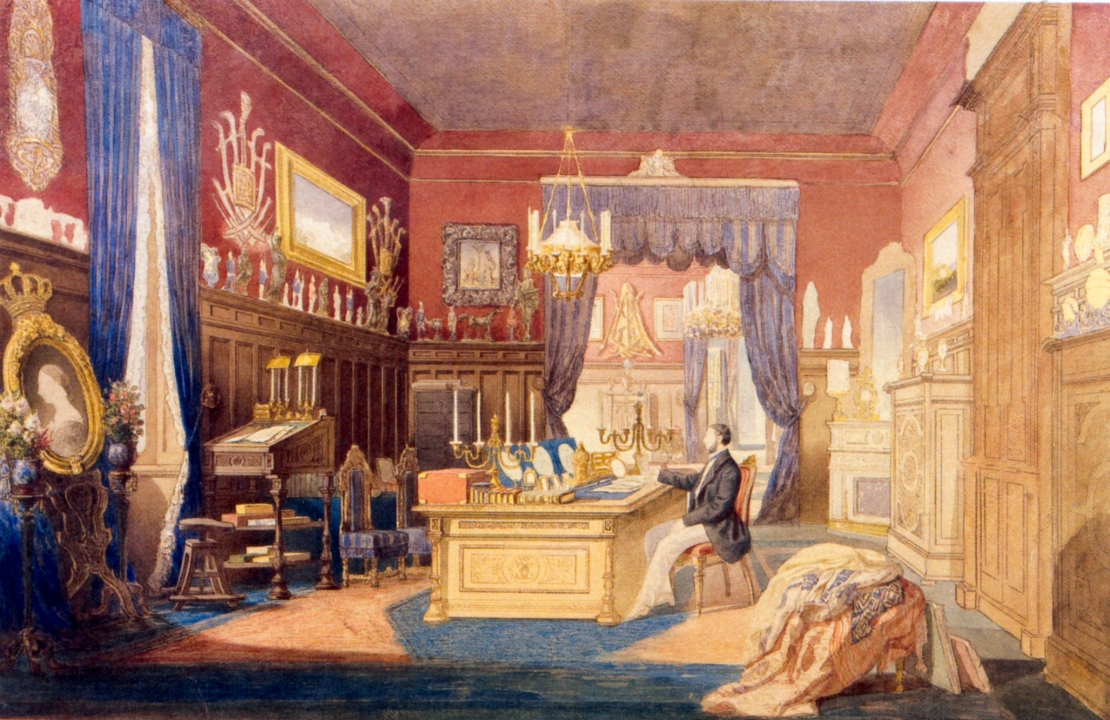
Un quadro di Carlo I seduto alla sua scrivania.

Tra il 1949 ed il 1976 Palazzo Cotroceni era denominato Palazzo Pionierilor.
Fu danneggiato durante il terremoto del 1977; fu restaurato per circa 10 anni colla supervisione dell'architetto Nicholas.
Nel 1984, con l'ordinanza del presidente Nicolae Ceaușescu, fu demolita la chiesa del convento eretta da Serban Cantacuzino.
Palazzo Cotroceni divenne, dopo la rivoluzione romena del 1989, la residenza ufficiale del presidente della Romania.

## Apertura al pubblico
Il Palazzo ha riaperto le visite al pubblico a Marzo 2025 ed è visitabile dal martedì alla domenica. 
I presidenti Ion Iliescu ed Emil Constantinescu erano soliti aprire al pubblico Palazzo Cotroceni in occasione dei loro compleanni. Il presidente Traian Băsescu l'ha aperto al pubblico per la prima volta il 18 maggio 2008, per commemorare l'anno del referendum che lo ha confermato in carica. In questa occasione, il palazzo fu visitato da 20.000 persone.

## Galleria d'immagini

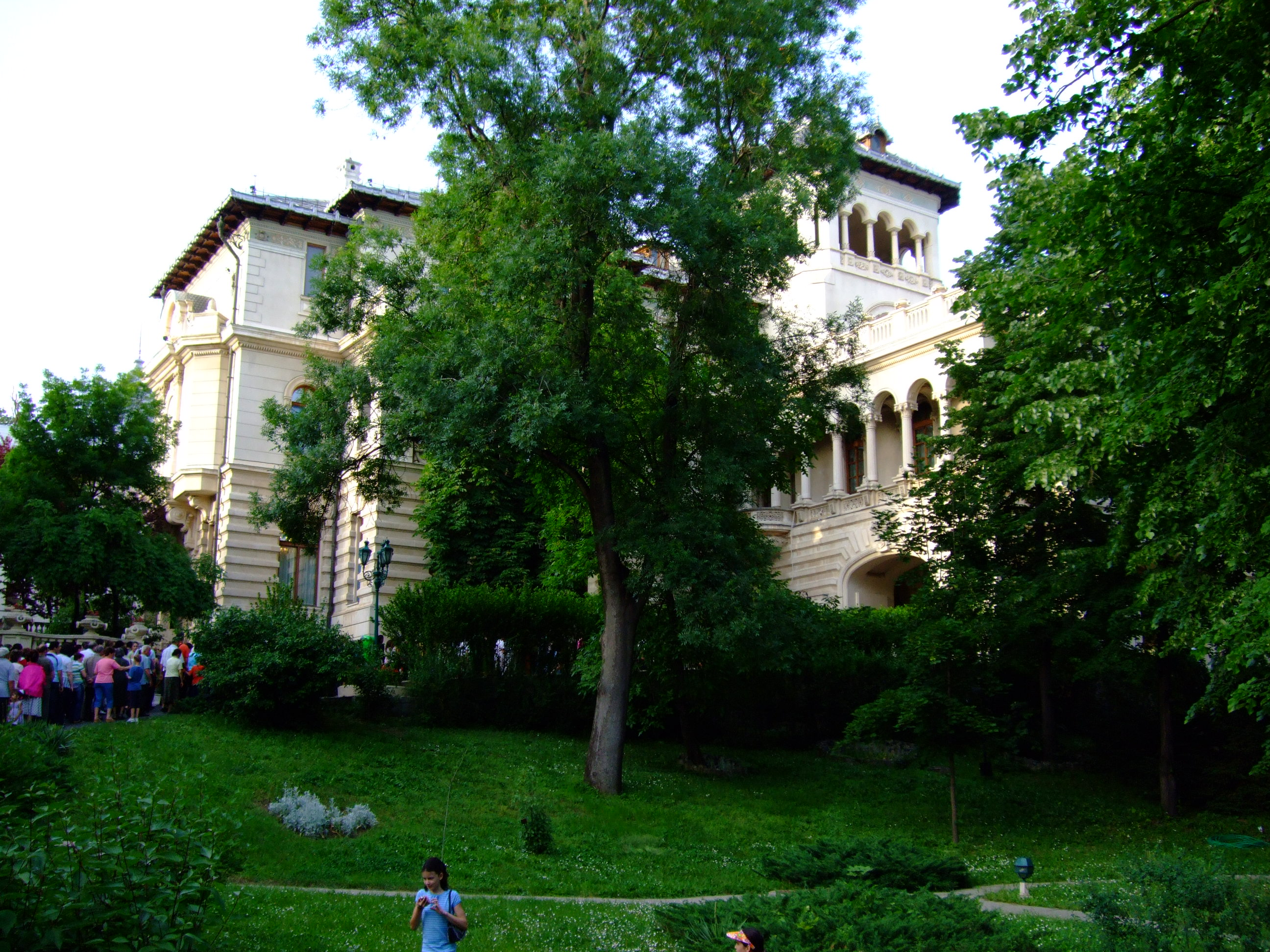
Vista generale
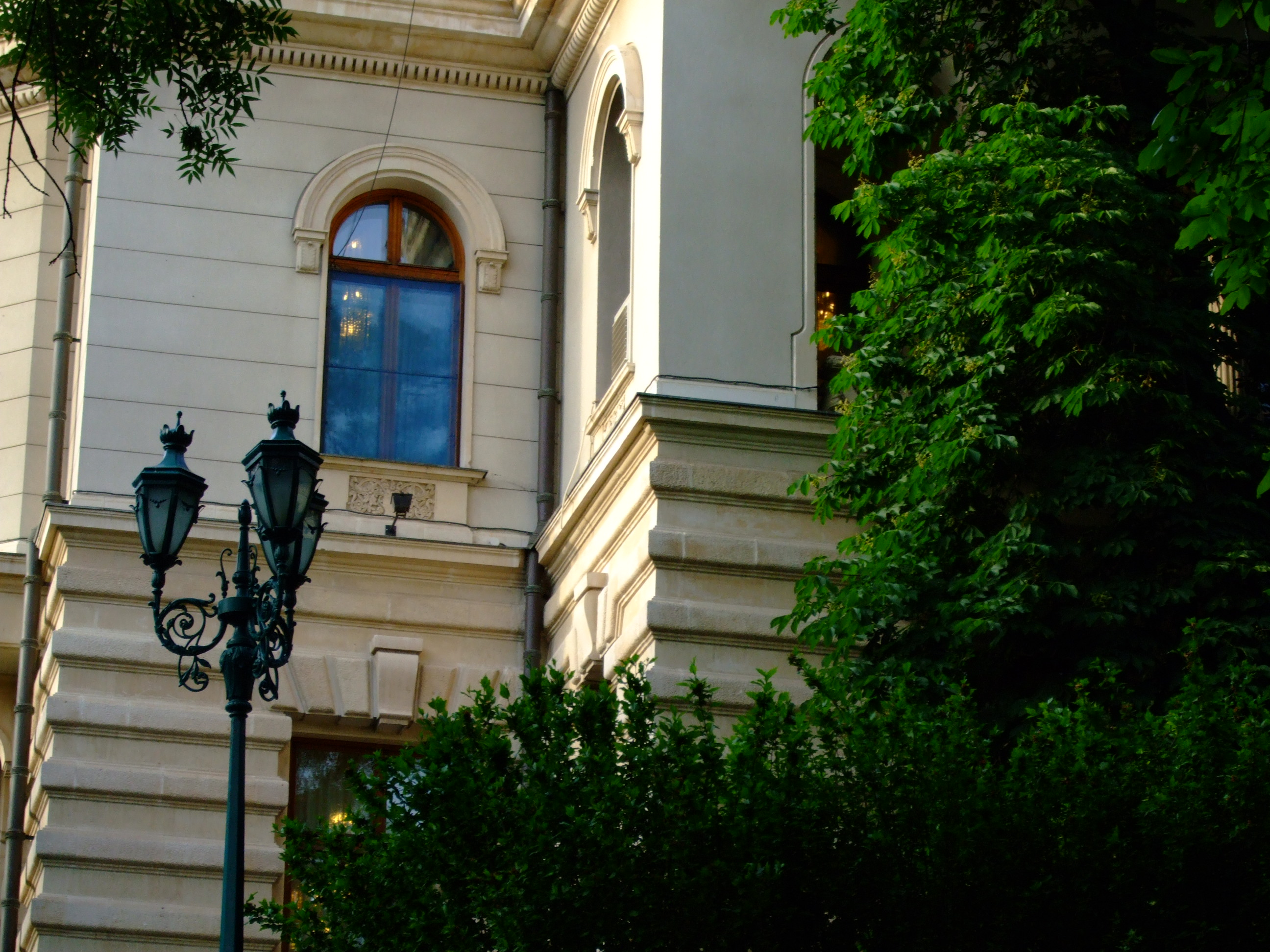
Dettagli della facciata
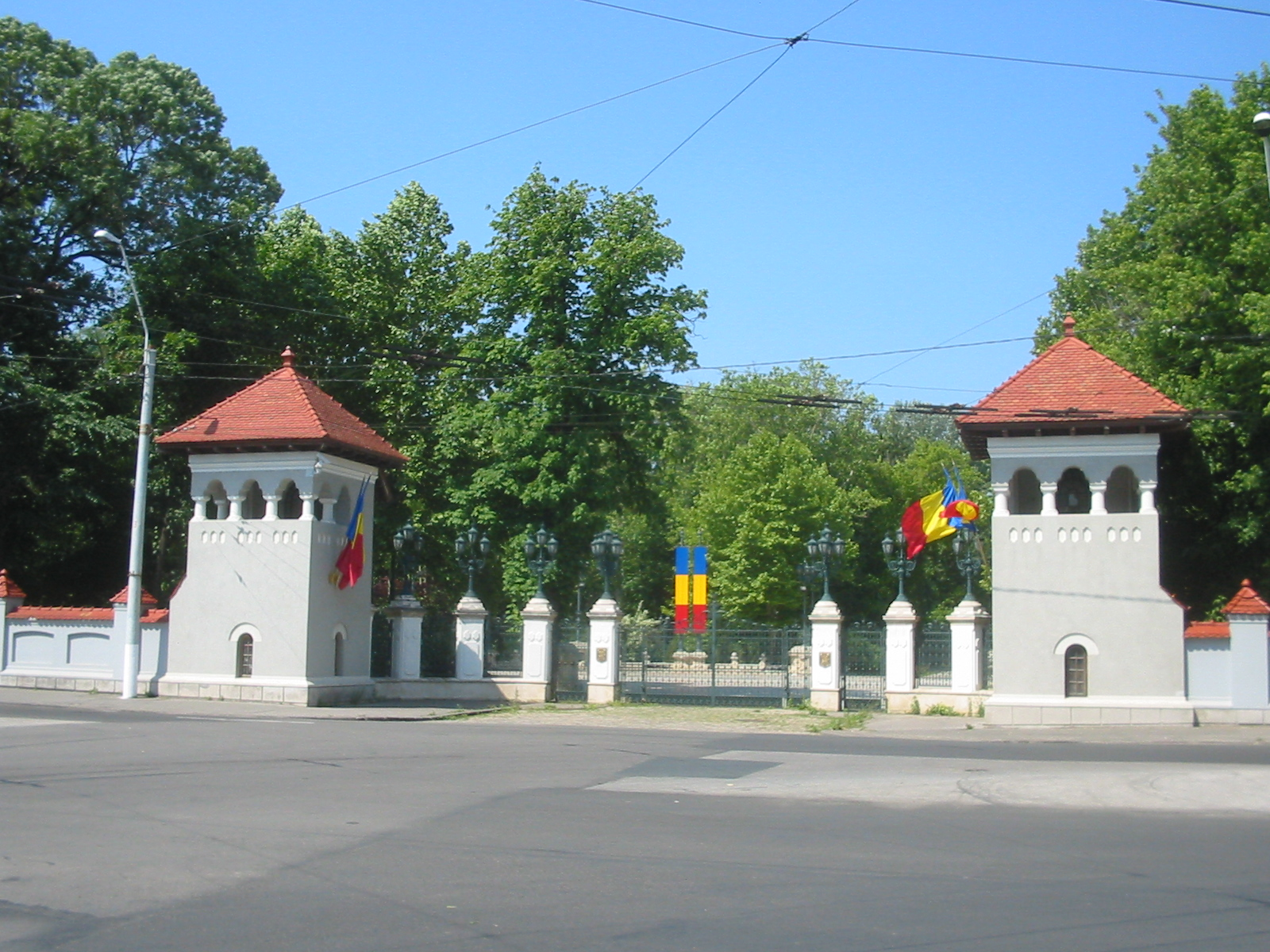
Ingresso del Palazzo Cotroceni
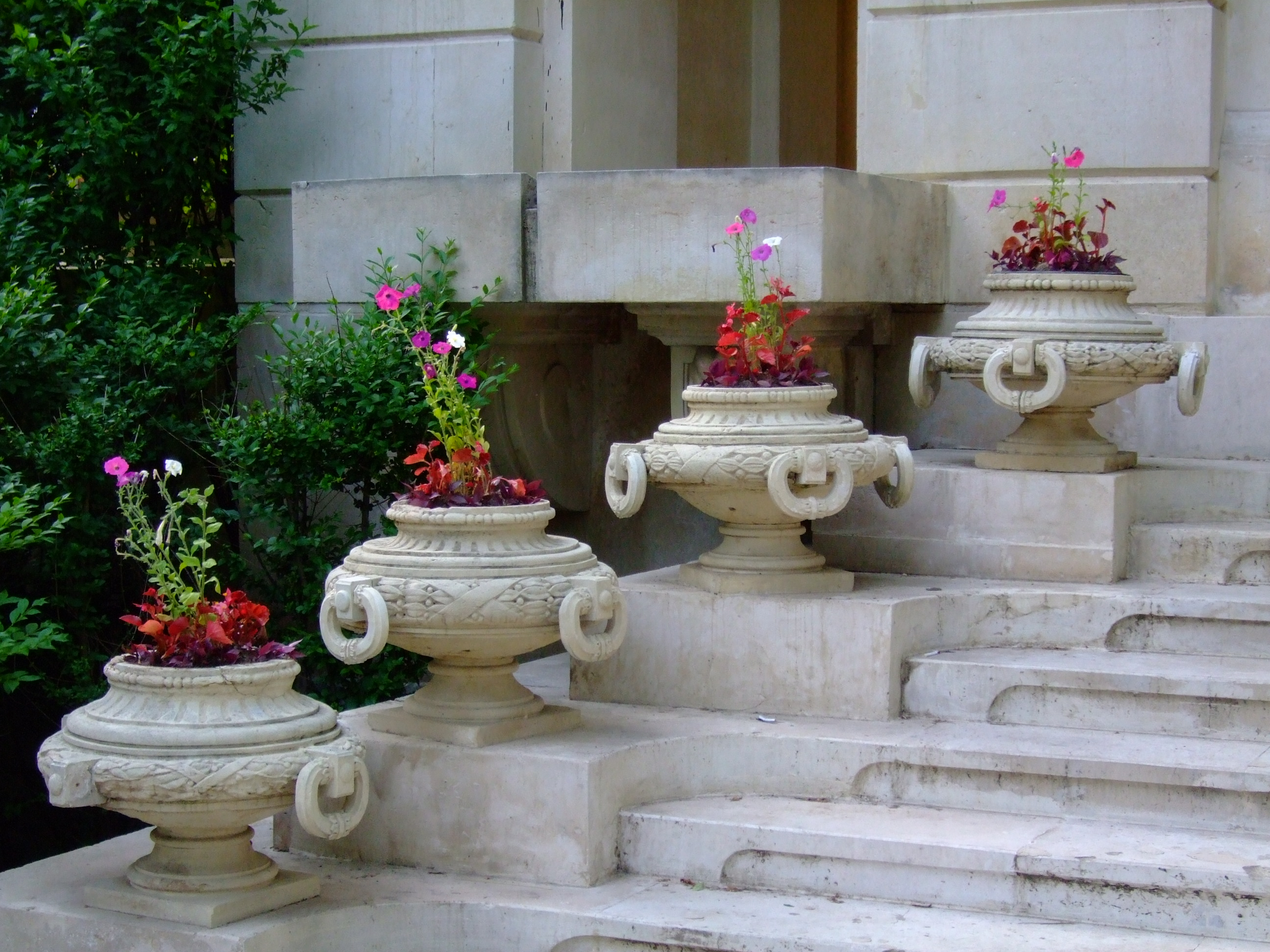
Veranda
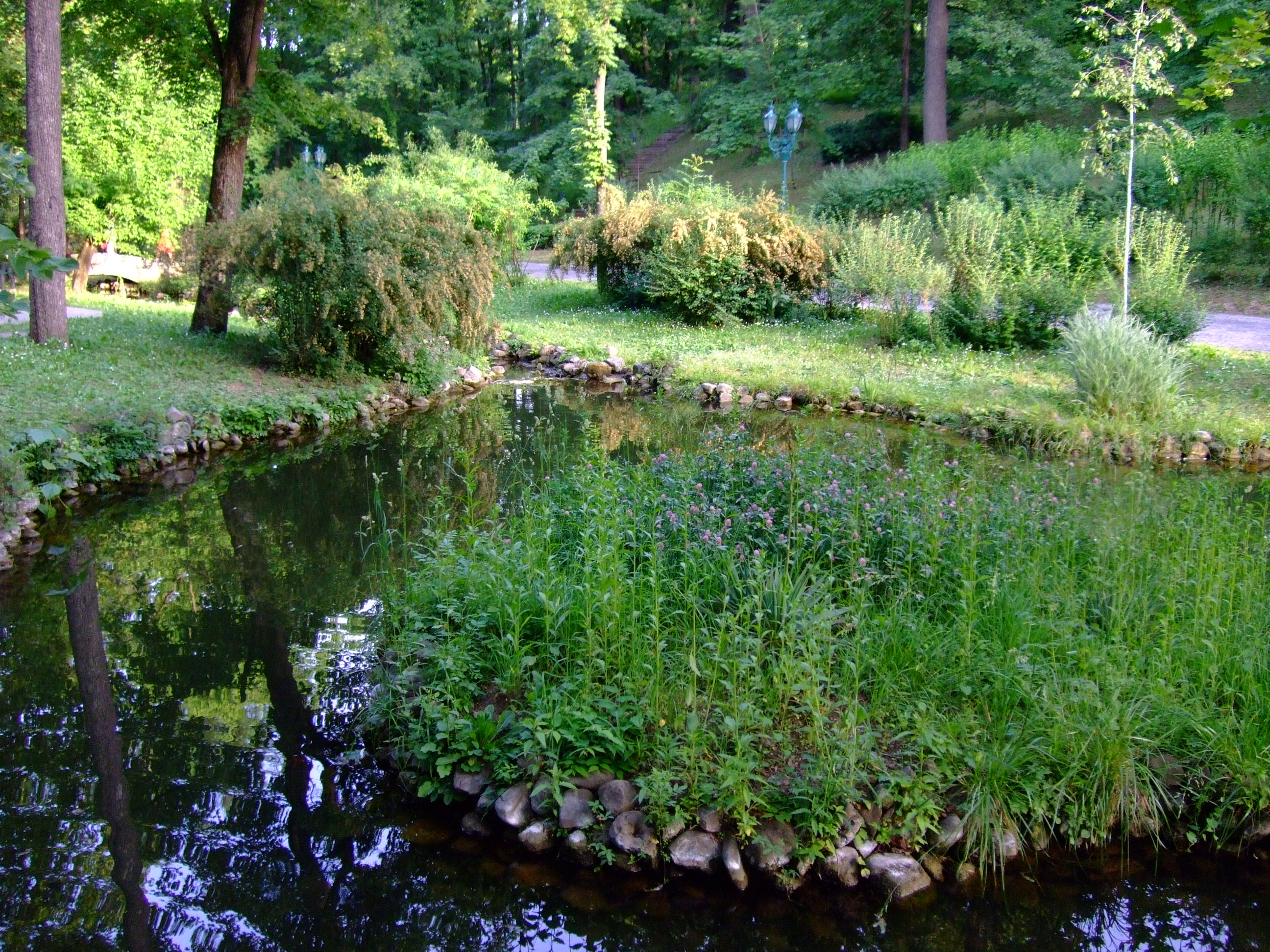
Stagno nel parco
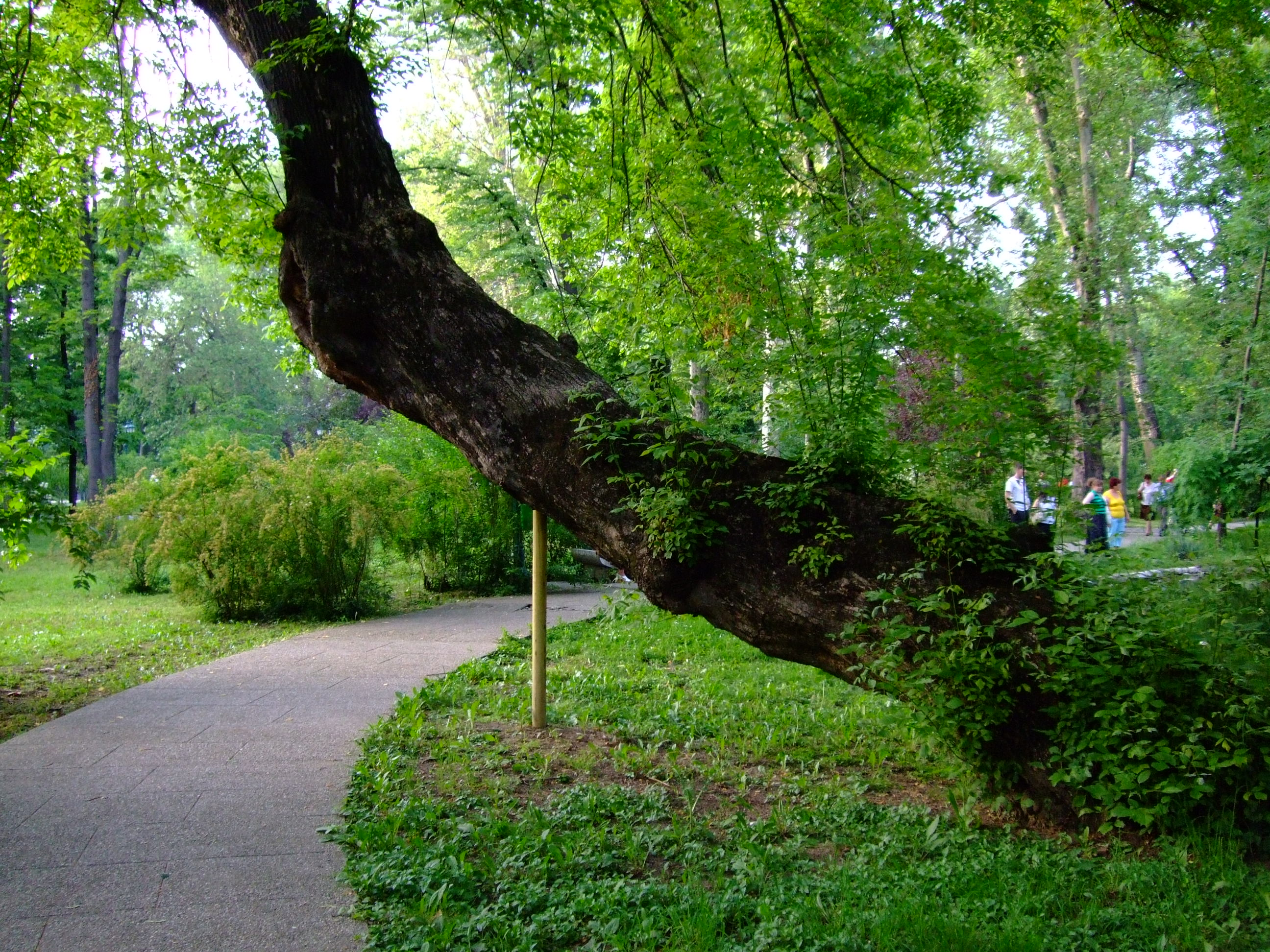
Parco del Palazzo